# Lista över teatrar och biografer i Jerevan
Det fanns 21 teatrar i Jerevan i Armenien år 2016. Antalet biografer 2016 var fem.

## Statliga teatrar

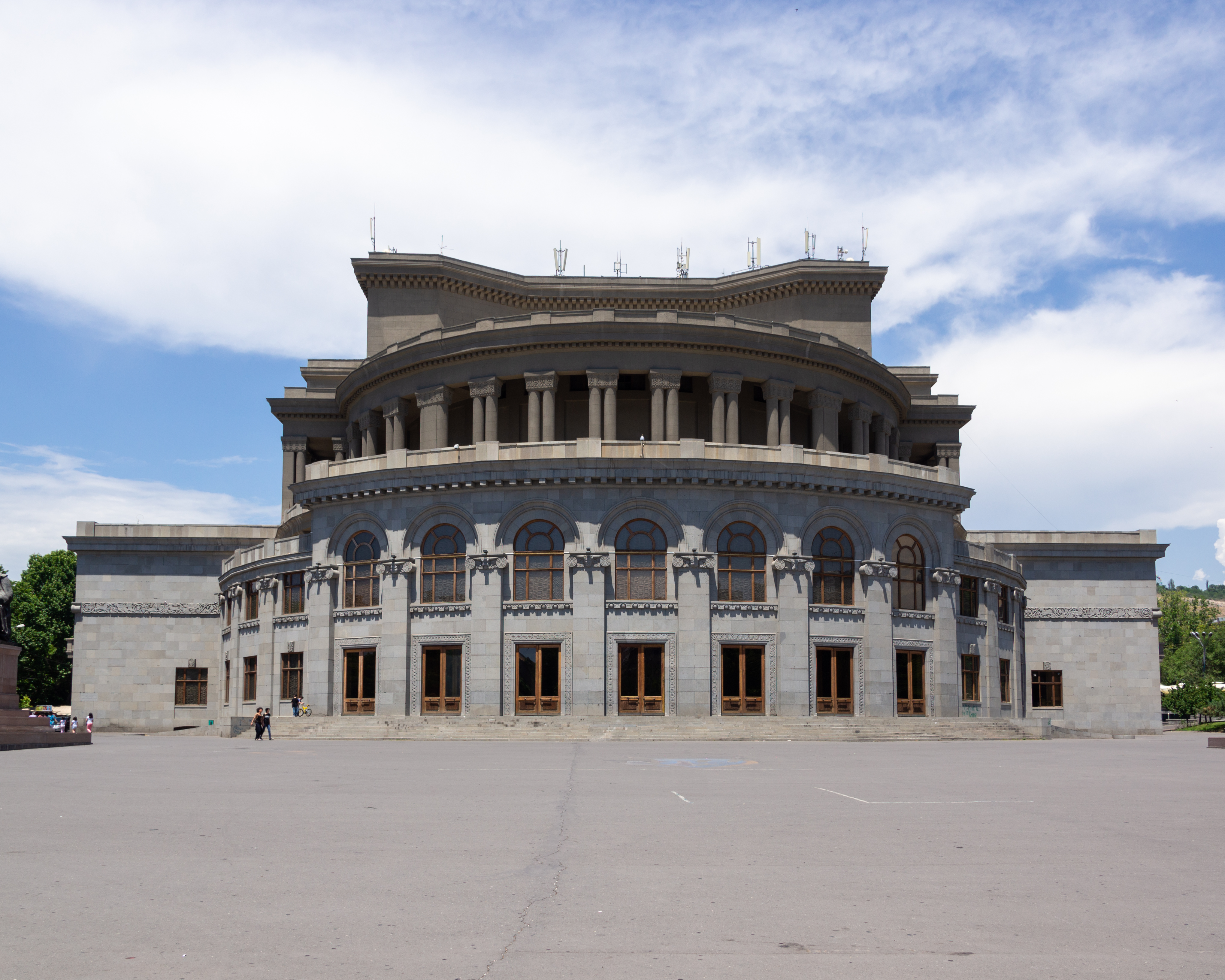
Jerevans operahus

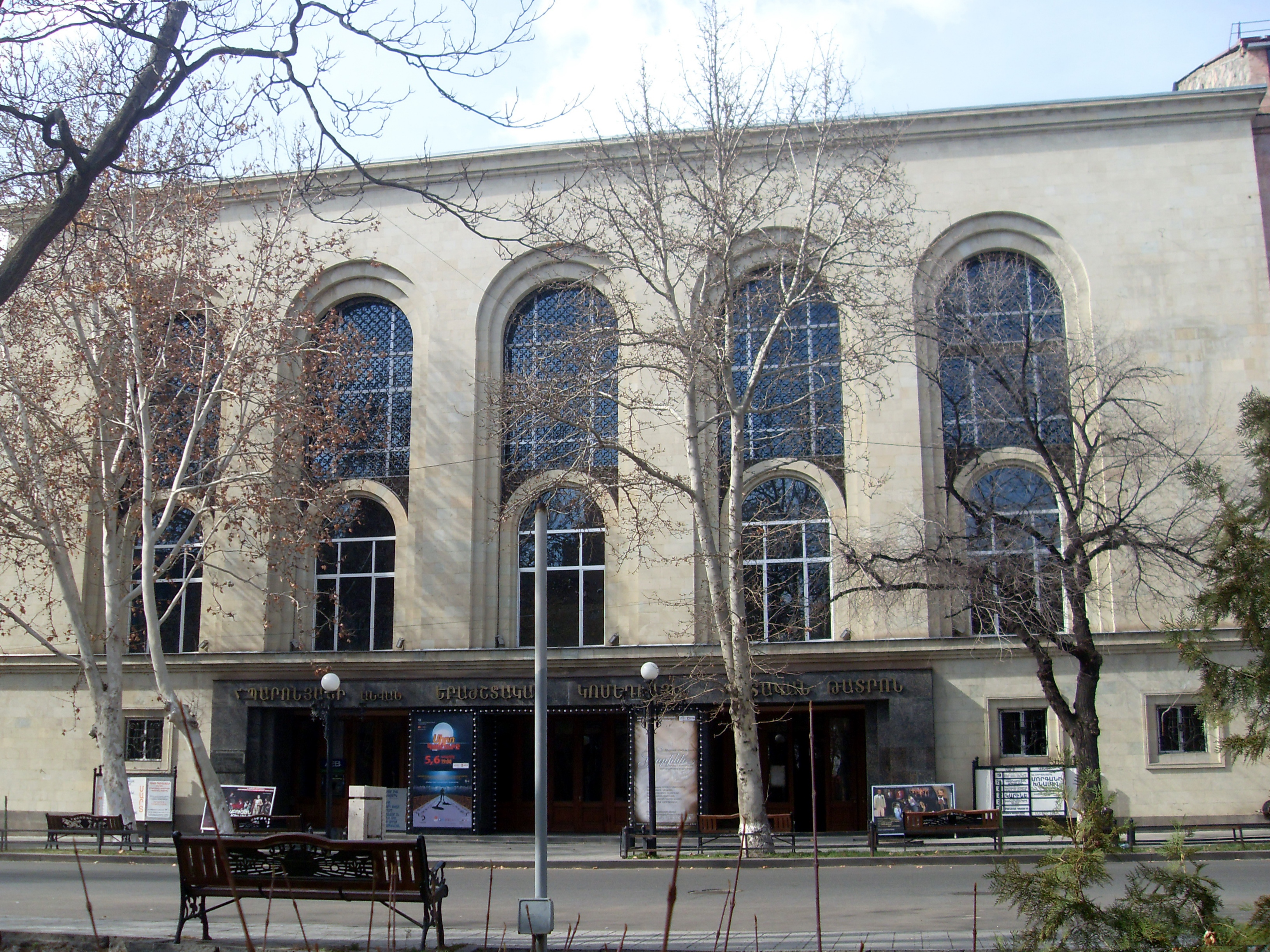
Hakob Paronjans statliga musikkomediteater

- Gabriel Sundukjans statliga akademiska teater (1922)
- Jerevans teater för unga (1929)
- Jerevans operahus (1933)
- Hovhannes Tumanjans statliga dockteater i Jerevan (1935)
- Konstantin Stanislavskis ryska teater i Jerevan (1937)
- Hakob Paronjans statliga musikkomediteater (1941)
- Jerevans statliga pantomimteater (1974)
- Jerevans experimentella teater för unga (1978)
- Henrik Maljans filmskådespelarteater (1980)
- Jerevans statliga kammarteater (1982)
- Nationella estetikcentrets lilla teater (1986)
- Jerevans statliga kammarmusikcenter (1987)
- Jerevans statliga marionetteater (1987)
- Hamazgajins statliga teater namngiven efter Sos Sargsyan (1991)
- Nationella estetikcentrets metroteater (1992)
- Armeniens statliga sångteater (1994)

## Kommunala teatrar

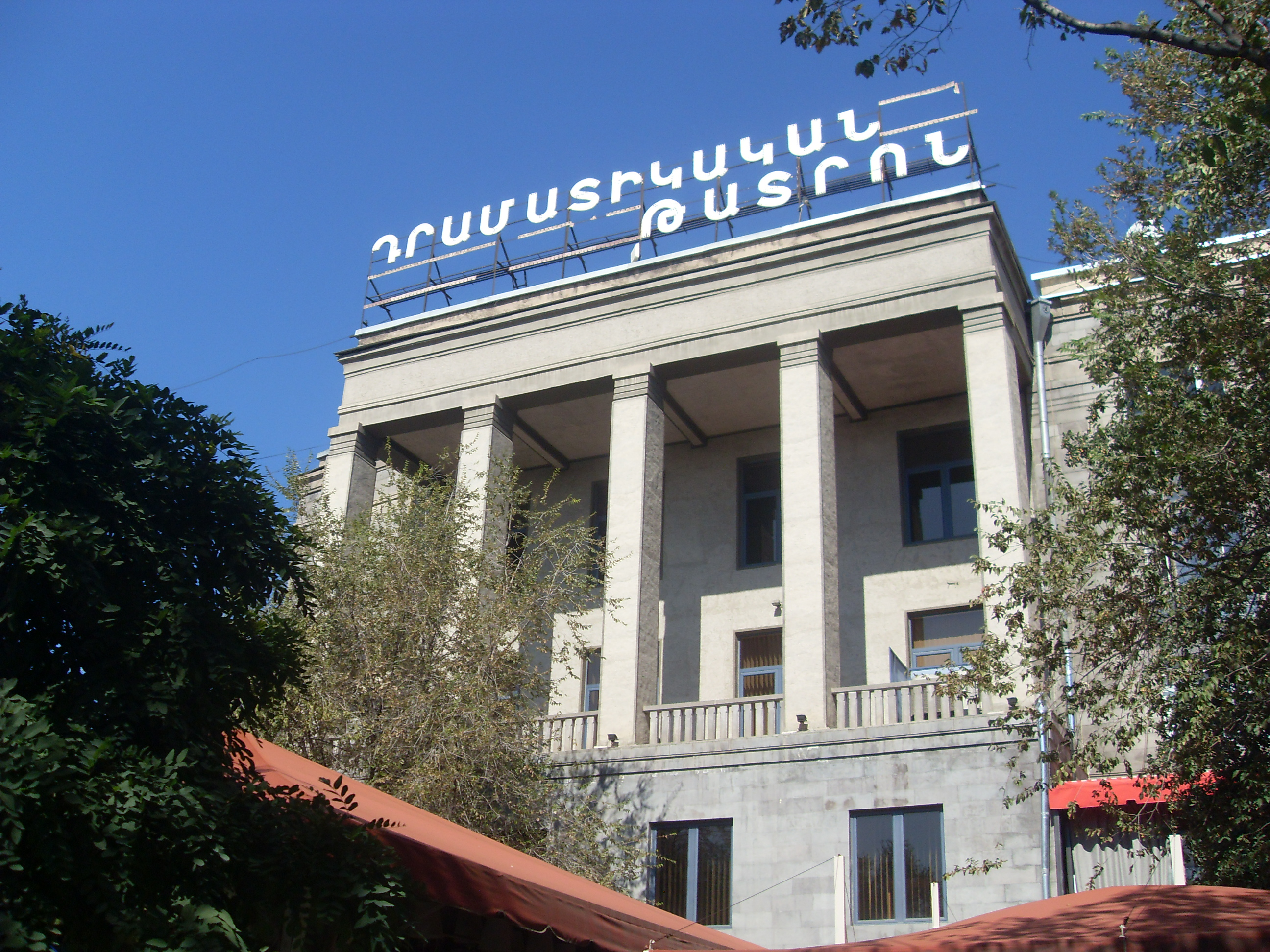
Hrachya Ghaplanjans dramateater

- Hrachya Ghaplanjans dramateater (1967)
- Mher Mkrtchyans konstnärliga teater (1986)

## Privatteatrar
- Agulis dockteater-studio (1988)
- GOY Nationellt experimentellt center för scenkonst (1988)

- Edgar Elbakjans drama- och komediteater (1993)

## Biografer
- Biografen Nairi (1920)
- Biografen Moskva (1936)
- Cinema Star (Dalma galleri) (2013)

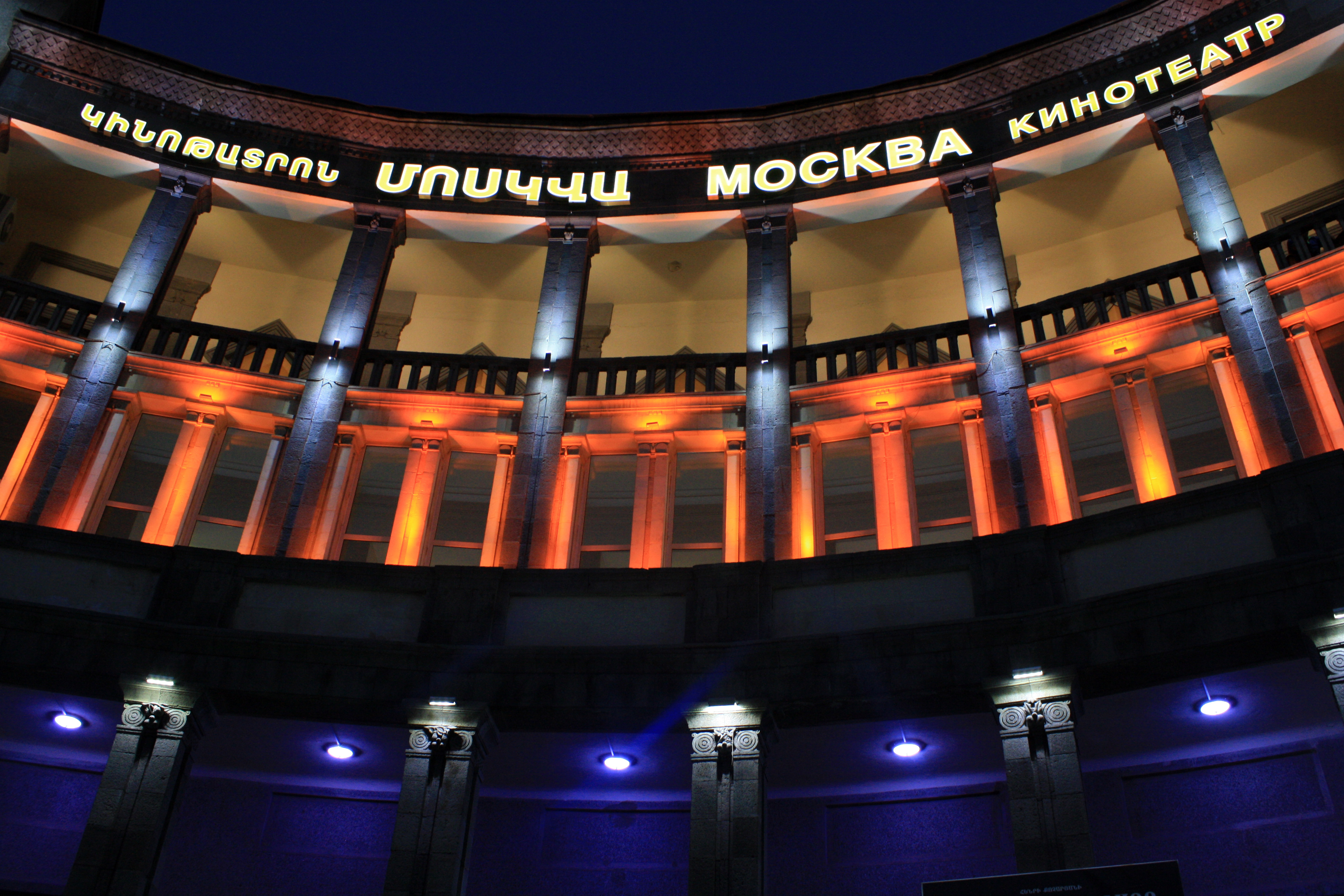
Biografen Moskva

- Biografen Hayastan (återöppnad 2015)
- KinoPark (Jerevan galleri) (2015)